# Almeida Kanda
Almeida Kanda (ur. 10 maja 1959 w Cangola) – angolski duchowny rzymskokatolicki, od 2005 biskup Ndalatando.

## Życiorys
Święcenia kapłańskie otrzymał 6 lipca 1976 i został inkardynowany do diecezji Uije. Był m.in. kanclerzem kurii, dyrektorem sekretariatu ds. duszpasterskich oraz wikariuszem generalnym diecezji.
23 lipca 2005 papież Benedykt XVI mianował go biskupem Ndalatando. Sakry biskupiej udzielił mu trzy miesiące później abp Giovanni Angelo Becciu.